# Língua taos
A língua Taos é um idioma Tiwa Setentrional do ramos das línguas Tanoanas falado no Novo México, Estados Unidos.

Localização da cidade de ("Taos vila") no Condado de Taos. Taos Pueblo fica cerca de três km ao norte da cidade de Taos

## Sociolinguística
Em dados coletados em 1935 e 1937, George L. Trager (1946) observou que Taos era falado por todos os membros da comunidade Taos Pueblo. Além disso, a maioria dos falantes era bilingue em espanhol ou inglês: os falantes acima de 50 anos eram fluentes em espanhol, os adultos com menos de 50 anos falavam espanhol e inglês, crianças de 5 anos podiam falar inglês, mas não espanhol — geralmente uma diminuição na idade correlacionou-se com a diminuição da fluência na língua espanhola e com o aumento da fluência em inglês. Crianças em idade pré-escolar e algumas mulheres muito idosas eram falantes de monolíngues de Tao.
Um relatório mais recente de Gomez (2003) observa que a linguagem "até há poucos anos permanecia viável apenas em grupos etários de trinta anos ou mais", um sinal de que Taos está sendo afetado por pressões [perigo de extinção]. No entanto, é uma das 46 línguas na América do Norte que estão sendo faladas por um número significativo de crianças a partir de 1995 (Goddard, 1996). A estimativa mais recente é de 1980, com cerca de 800 falantes nativos de 1600 populações étnicas (50% da população).
Os falantes de Taos têm sido historicamente relutantes em fornecer aos linguistas dados de linguagem para trabalhar e preferiram manter sua linguagem em segredo de pessoas de fora. Trager teve que trabalhar com seus consultores em particular e manter suas identidades em sigilo. A tendência para o sigilo é uma contínua reação geral dos povos Pueblo começando no século XVII em grande parte devido à opressiva perseguição (incluindo execuções públicas e tortura) de práticas religiosas Pueblo pelos espanhóis coloniais. A comunidade de Taos tem sido particularmente cautelosa em revelar sua língua (e cultura) para forasteiros quando comparada com outros pueblos orientais no Novo México.. Devido a práticas de sigilo, os detalhes da preservação da linguagem não são conhecidos fora da comunidade.

## Variação linguística
Trager não encontrou nenhuma variação dialetal na sua pesquisa nos anos 1930-1940.

## Genealogia
Taos pertence a um subgrupo do norte no ramo de Tiwa da família da língua tanoana. Está intimamente relacionado e parcialmente inteligível com a língua Picuris. É um pouco mais distantemente relacionada com a língua tiwa meridional (falado em Isleta Pueblo e Sandia Pueblo).

## História
Em julho de 2012, Taos Pueblo, que "não encoraja formalmente pessoas de fora da tribo a aprenderem sua língua", organizou um Festival de Língua Tiwa para membros da tribo para impedir que Tiwa "durma". O Comitê de Educação Cultural espera incorporar a língua Tiwa no Programa Head Start  no outono.

## Fonologia
Taos tem 18 sons consoantes:
|             |             | Bilabial | Dental | Dental | Alveolar | Palatal | Velar | Glotal |
| central     | lateral     | Bilabial |        |        | Alveolar | Palatal | Velar | Glotal |
| ----------- | ----------- | -------- | ------ | ------ | -------- | ------- | ----- | ------ |
| Plosiva     | Sonora      | b        | d      |        |          |         | ɡ     |        |
| Plosiva     | Surda       | p        | t      |        |          |         | k     | ʔ      |
| Africada    | Africada    |          |        |        |          | tʃ      |       |        |
| Fricativa   | Fricativa   |          |        | ɬ      | s        |         | x     | h      |
| Nasal       | Nasal       | m        | n      |        |          |         |       |        |
| Aproximante | Aproximante | w        |        | l      |          | j       |       |        |
| Vibrante    | Vibrante    |          |        |        | (ɾ)      |         |       |        |
A alveolar vibrante /ɾ/ é encontrada em palavras oriundas do espanhol falado no México.
Taos tem seis vogais - cinco delas têm um contraste oral - nasal. Taos tem cinco agrupamentos nativos de vogais (isto é, ditongos).
|             | Anterior | Anterior | Posterior | Posterior |
|             | oral     | nasal    | oral      | nasal     |
| ----------- | -------- | -------- | --------- | --------- |
| Fechada     | i        | į [ĩ]    | u         | ų [ũ]     |
| Meio aberta | e [ɛ]    | ę [æ̃]    | ə [ɤ]     |           |
| Aberta      | a [æ]    | ą [ã]    | o [ɑ]     | ǫ [ɔ̃]     |

|                    | Componente final | Componente final | Componente final | Componente final |
| Componente inicial | e                | ę                | a                | o                |
| ------------------ | ---------------- | ---------------- | ---------------- | ---------------- |
| i                  | ie [iɛ]          | –                | ia [iæ]          | –                |
| į                  | –                | įę [ĩæ̃]          | –                | –                |
| u                  | –                | –                | –                | uo [uɒ]          |
| ə                  | –                | –                | –                | əo [ɤɜ]          |

Taos tem três graus de tonicidade: primário, secundário e sem, bem como três tons: alto, médio e baixo.

### Transcrição
Taos foi transcrito por Trager com a Notação Fonética Americanista. No entanto, sua transcrição difere entre seu trabalho anterior exemplificado (1946) e também do seu trabalho posterior seguindo e explicado (1948). A tabela a seguir lista a simbolização dos fonemas de Taos em Trager (1946) e Trager (1948) e também uma simbolização IPA correspondente. No entanto, o gráfico lista apenas os símbolos que diferem entre os três - se Trager (1946), Trager (1948) e o IPA usarem o mesmo símbolo, ele não está listado no gráfico abaixo.
| Trager 1946 | Trager 1948 | IPA                                |
| ----------- | ----------- | ---------------------------------- |
| ʔ           | ’           | ʔ                                  |
| c           | c           | tʃ ~ ts                            |
| c’          | c’          | tʃʼ ~ tsʼ (1946), tʃʔ ~ tsʔ (1948) |
| fr          | phr         | fɾ ~ ɸɾ                            |
| g           | g           | ɡ                                  |
| k’          | k’          | kʼ (1946), kʔ                      |
| kw          | kw          | kʷ (1946), kw (1948)               |
| kw’         | kw’         | kʷʼ (1946), kwʔ (1948)             |
| ł           | ł           | ɬ                                  |
| p’          | p’          | pʼ (1946), pʔ (1948)               |
| p‛          | ph          | pʰ (1946), ph (1948)               |
| r           | r           | ɾ                                  |
| s           | s           | s ~ ʃ                              |
| t’          | t’          | tʼ (1946), tʔ (1948)               |
| t‛          | th          | tʰ (1946), th (1948)               |
| xw          | xw          | xʷ (1946), xw (1948)               |
| y           | y           | j                                  |
Ambos trabalhos de Trager (1946 e 1948) usam a mesma simbologia de vogais. Estes símbolos têm aproximadamente os valores aproximados dos símbolos IPA correspondentes, exceto que a vogal transcrita como ‘’|o|’’ por Trager que é foneticamente IPA  [ɑ],  categorizando uma vogal aberta posterior (com arredondamento - detalhe irrelevante para a categorização).
Mais diferentes são as duas maneiras de Trager transcrever o tom e o estresse. A tabela abaixo mostra as diferenças na sílaba  ta .
| Tonicidade + Combinação de tons | Trager 1946 | Trager 1948 | IPA |
| ------------------------------- | ----------- | ----------- | --- |
| Primário + Médio                | tˈa         | tá          | ˈtā |
| Secundário + Médio              | tˌa         | tà          | ˌtā |
| Primário + Alto                 | tá          | ta̋          | ˈtá |
| Secundário + Alto               | tá          | tǎ          | ˌtá |
| Primário + Baixo                | tà          | tâ          | ˈtà |
| Secundário + Baixo + low tone   | tà          | tȁ̏          | ˌtà |
| Sem                             | ta          | ta          | ta  |
A conflação entre primário + alto e secundário + alto assim como primário + baixo e secundário + baixo em Trager (1946) foi devido à crença de que esses estavam em distribuição complementar. Trager rescindiu essa visão em 1948 e em diante. Na terminologia de Trager, a tonicidade primária é chamada de "alta", o secundário é "normal" e o sem tonicidade é "fraco".
A ortografia usada neste artigo é essencialmente a de Trager (1948) com uma modificação: Trager (1948: 158) mencionou que a oclusiva glotal não é escrita quando for palavra inicial na ortografia prática que ele estava ensinando a seus - esta prática é seguida aqui.

## Gramática

### Substantivos
Os substantivos Taos são flexionados de acordo com número gramatical marcado por sufixos. Além disso, eles podem ser flexionados para posse com prefixos que indicam o número e pessoa gramatical do possuidor, bem como concordando com o número dos substantivos.

#### Inflexão de número
Os substantivos são geralmente compostos de uma raiz nominal com um sufixo numérico seguinte. Os sufixos numéricos distinguem entre singular e plural. No entanto, em verbos, três números são distinguidos — singular, dual e plural — por causa dessa distinção em verbos os sufixos plurais em substantivos são mais apropriadamente duoplural (Trager usa o termo "não singular"). O sufixo singular é -na e o sufixo duoplural é -ne.
Doi outros sufixos numéricos ‑ną e ‑nemą podem expressar qualquer número singular ou duoplural dependendo da classe gramatical do substantivo. Por exemplo, o substantivo raiz cupa‑ 'juíz' é duoplural com a adição de - n:cùpán  'juizes' '. Por outro lado, o substantivo raiz t'awa- 'roda' é wsingular com a adição de -ną: t'wan roda. Exemplos com -nem incluem ká ‑ nemą 'mães' (duoplural) e cí ‑ nem 'olho' (singular). Seguindo a terminologia usada para outras línguas tanoanas, esses são chamadas aqui de sufixos numéricos "inversos". Estes sufixos ditos inversos indicam efetivamente o número gramatical oposto ao outro sufixo que aparece num um dado substantivo. Assim, como o radical p'iane - 'montanha' requer o sufixo plural um na forma duoplural (a saber, p'íane-ne "montanhas"), o inverso ‑nemmarca o singular em p'íane ‑ nemą 'montanha". E, da mesma forma, desde que o radical cibiki- "pardal" requer o sufixo singular -na na forma singular (a saber, cìbikí ‑ na 'robin'), o inverso -ną marca o duoplural em cìbíki-ną "pardais".

### Classes
Os substantivos Taos podem ser agrupados em quatro classes gramaticais, com base nos necessários afixos numéricos para as formas flexionais singular e duoplural. Trager chama essas classes de substantivo "genders". Uma classe requer o sufixo singular -na na forma singular e um sufixo inverso na duoplural. Outra classe requer um sufixo inverso no singular e o sufixo duoplural um no duoplural. Uma terceira classe requer os sufixos singular e duoplural para as formas singular e duoplural, respectivamente. Uma quarta classe só ocorre com o sufixo duoplural -ne. As duas primeiras classes, que usam um sufixo inverso, podem ser separadas em duas subclasses com base em se o inverso n ou nem é usado. Estes estão resumidos na tabela a seguir.
| I | ‑na | -Ną | ( cupa‑ ) cùpána "juiz", cùpáną "juízes" ( kayu‑ kàyúna "tia materna", káyuną ' "tias maternas" | - | -Nemą | ( ka‑ ) kána "mãe", kánemą "mães" ( t'oy‑ ) t'óyna "pessoa", ' 't'óynemą' '"pessoas" | - | II | -n / D | -Ne | ( tawa‑ ) t'áwaną "roda", t'áwane "rodas" ( ciatu‑ cìatúną "legging", ' 'cìatúne' '"leggings" | - | -Nemą | ( ci‑ ) cínemą 'olho' ',' 'cíne' olhos ' (' 'xo‑' ')' 'xónemą' braço ',' 'xóne' ' "braços" | - | III | --Na | -Ne | ( pululu- ) pùlulúna "ameixa", pùlulúne "ameixas" ( kwo‑ ) kwóna "machado", kwóne "eixos" | - | IV | -Ne | -Ne | ( c'o‑ ) c'óne "fígado" ( kopha‑ ) kopháne "café" |
A classe nominal I é composta principalmente de substantivos animados. Os substantivos animados incluem pessoas, animais e palavras de parentesco. Dois substantivos não animados da classe são c'ìpána "boneca" e p'ȍxwíana  "ovo". A classe inclui tanto palavras nativas quanto de origem externa (do espanhol) (como "yàwo'óna" "égua" e  prìmu'úna  "primo". A associação a esta classe é representada pela seguinte lista de substantivos (citada no singular). A primeira lista usa o sufixo inverso - n 'no duoplural.
| àłu’úna "avó paterna" | c'ìpána "boneca" | c'ȕnéna "coiote" | - | c'ùwala'ána "esquilo" | cìbikína "robin" | cìwyu'úna "pássaro" | - | cìyúna "mouse" | cùlo’óna "cachorro" | cùpána "julgar" | - | yuwyu'úna "menino" | hȕolóna "codorna" | gòyu'úna "galo" <pequeno> (origem externa) | - | "tia paterna" "į̀êmę’éna" | k’òwa’ána "parente" | k'ùo’'na "cordeiro" | - | kàyúna "tia materna" | kìłu’úna "sobrinho, sobrinha" | kòlno’óna "texugo" | - | kòsi'ína "vaca" | kòw’'’úna "colt" | kóywona "índio kiowa" <pequeno> (origem externa) | - | kùci'ína "porco" <pequeno> (origem externa) | kumàyli’ína "madrinha" <pequena> (origem externa) | kumpàyli'ína "padrinho" <pequeno> (origem externa) | - | kùylulúna "gambá" | kw’àyána "pega" | 'láyna' 'rei' <pequeno> (origem externa) | - | lìlúna "frango" | łìtúna "avó materna" | mą́kuna "neto" | - | mèstu'úna "professor" <pequeno> (origem externa) | 'mį̏mína' 'tio materno' | mùlo’óna "mula" <pequena> (origem externa) | - | mùldu'úna "burro" <pequeno> (origem externa) | mùoya’ána "boi" <pequeno> (origem externa) | m'si'ína "gato" | - | nábahuna "índio Navajo" <pequeno> (origem externa) | nòdu'úna "soldado" <pequeno> (origem externa) | oxèntiína "agente" <pequena> (origem externa) | - | p'àyu’úna "irmã mais nova" | p'ȍ'yona "aranha" | p'ȍwàya’ána "worm" | - | p'ȍxwíana "ovo" | p'óyona "castor" | pyna "irmão mais novo" | - | pènku'úna "órfão" | pềcu'úna "cascavel" | phìayána "piolho, pulga" | - | phonsáyna "homem branco" <pequeno> (origem externa) | phų̀yu'úna "voar" | pòpóna "irmão mais velho" | - | prìmu'úna "primo" <pequeno> (origem externa) | sayénuna "índio Cheyenne" <pequena> (origem externa) | sə̀oyi'ína "nora" | - | t'yyóna "gigante" | tà'ána "genro" | tàłułi’ína "avô" | - | tòbúna "governador do pueblo" | trampiína 'vagabundo' <pequeno> (origem externa) | tȕculóna "beija-flor" | - | tùlu'úna "touro" <pequeno> (origem externa) | t'łu’úna "tio paterno" | tùtúna "irmã mais velha" | - | tùxwána "raposa" | ȕłęłę’éna "juventude" | upę̀yu'úna "menina" | - | dois'na 'mare' (origem externa) |
Os seguintes pertencem a substantivo classe I com o sufixo inverso  -nemą .
| c'ȁwéna "bluejay" | cíwena "águia" | kána "mãe" | - | kə́ona "urso" | kòléna "lobo" | kònéna "búfalo" | - | kǫ̏wéna "coruja" | kwę́na "mexicano" | kwə́lena "donzela" | - | kwíanena "cadela" | łȉwéna "mulher" | łùłiína "velho homem" | - | p'į́wna "pardal" | pę́na "cervo" | pə̏’ə́na "peixe" | - | phȉwéna "filha" | pȉwéna "coelho" | pulísena "policial" <pequena> (origem externa) | - | púyena "amigo" | sə́onena "homem" | sȕléna "bluebird" | - | t'yna "pessoa" | t'ména "pai" | ’p'iléna "baby" | - | ú’úna "filho" |
Os substantivos das classes II e III opõem-se à classe I, na medida em que são inanimados. No entanto, não existe uma motivação semântica aparente para distinguir os tipos de substantivos com membros nas classes II e III. Ambas as classes incluem partes do corpo, plantas, fenômenos naturais e materiais artificiais. As palavras de empréstimo são incorporadas em ambas as classes. Exemplos de substantivos na classe II se seguem. Aqueles com o sufixo inverso - n aí estão:
| copo de vidro bósuną (pequeno externa) | butéyon 'garrafa' <pequena> (origem externa) | 'búton' boot ' (origem externa) | - | cìatúną "legging" | hálgoną "tapete" <pequeno> (origem externa) | hǫ́luną "pulmão" | - | hų́łoliną "arma" | hų̏p'ôhaną "zimbro" | íałoną "salgueiro" | - | thêthuną "escada" | kwę́łoną "carvalho" | kwíltoną "colcha" <pequena> (origem externa) | - | łòmų́ną "boca" | łòwatúną "cana do chefe" | łòxwóloną "janela" | - | mą̂nmųną "luva" | meia 'meia' (pequena externa) | mę́soną "mesa" <pequena> (origem externa) | - | p'ȍk'úowoną "fir" | pisólon 'manta' <pequena> (origem externa) | púeloną "frigideira" <pequena> (origem externa) | - | seda "seda" <pequena> (origem externa) | t'wan roda ' | túłoną "árvore" | - | tų́łęną "vidoeiro" | toyo 'toalha' '(pequena externa) | ulliną "borracha (objeto)" <pequena> (externa) | - | xų̀p’íną "joelho" | yúwolaną "saia" |Exemplos de substantivo na classe III são os seguintes:
| bòy'ína "vale" <pequeno> (origem externa) | belísena 'mala' <pequena> (origem externa) | bùtúnena "botão" <pequeno> (origem externa) | - | c'únena "tira de pele de veado" | c'òwowo'óna "tornozelo" | cą̀pienéna "levedura" | - | cȅdéna "anus" | cìakǫ’óna "pergunta" | cûdena "camisa" | - | 'bena "cereja" | kàsu’úna "queijo" <pequeno> (origem externa) | kàyi'ína "rua" <pequena> (origem externa) | - | kayúnena "canhão" <pequeno> (origem externa) | kèke’éna "bolo" <pequeno> (origem externa) | kə́na "vulva" | - | komòlto’óna "estrado de cama" <pequeno> (origem externa) | kòmpu'úna "acampamento" <pequeno> (origem externa) | kòwmą̏celéna "casco" | - | kùli'ína "repolho" <pequeno> (origem externa) | kùti'ína 'casaco' <pequeno> (origem externa) | kwę̀xòci’ína "pulseira" | - | kwìawìp’į́ęna "pista de corridas" | kwóna "machado" | kwę̀mų́na "avental de carpinteiro" | - | 'láyna' 'lei' <pequena> (origem externa) | lílena "cinto" | lmunena "limão" <pequeno> (origem externa) | - | łòxóyna "lábio" | łúna "camurça" | m'c’élena "unha" | - | mąkìno’óna "máquina" <pequena> (origem externa) | mę̀diaxų̀ci'ína "liga" | massa "católica" " (pequena externa) | - | mę̀sotu'úna "igreja" <pequena> (origem externa) | m'yo'óna milha '<pequena> (origem externa) | moltìyu'úna "martelo" <pequeno> (origem externa) | - | monsònu'úna "appletree" (origem externa) | mùlso’óna "bolso" <pequeno> (origem externa) | mųstúnena "botão" <pequeno> (origem externa) | - | ną̀xù'úna "tijolo de adobe" | p'ȍkúna "pão" | p'óna "lua" | - | p'ȍpə́na "céu" | p'ȍtukw'ilóna "hortelã" | p'ȍxəłóna "estrela" | - | pànąthóna "roupa interior" | pêro'óna "pêra" <pequena> (origem externa) | phę́na "nuvem" | - | phyyna "nariz" | phò'ína "pêssego" <pequeno> (origem externa) | phona "cabelo" | - | píana "coração" | p'ê'éna "cama" | pį́ęna "estrada" | - | cidade cidade pequena <(small) | calças calças | póna "abóbora" | - | pna "terra, país" | púluluna "ameixa" | pùohóna "bola" | - | charuto <pequeno> (pequeno externa) | ràncu'úna "rancho" <pequeno> (origem externa) | rarą̀xu'úna "laranja" <pequeno> (origem externa) | - | não colchas ' (origem externa) | não bochecha ' | t'ółona "orelha" | - | tna "feijão" | thèê'éna "estômago" | thȕléna "sol" | - | t'êndo'óna "loja" <pequena> (externa) | tìkiti'ína "bilhete" <pequeno> (origem externa) | tomòliína 'tamale' (origem externa) | - | tróki'ína "caminhão" <pequeno> (origem externa) | tumti'ína tomate '<pequeno> (origem externa) | uva 'uva' <pequena> (externa) | - | úyna "carvão" <pequeno> (origem externa) | uypha’ána "carvão em chamas" | wana "pênis" | - | xwílena "arco" |
A classe final IV consiste principalmente em substantivos abstratos e deverbais. Todos os substantivos desta classe são apenas flexionados com o duoplural. Eles podem ser semanticamente singulares ou coletivos. Exemplos seguem.
 adùbi’íne  "adobe" <pequeno> (origem externa)| benę̀nu’úne 'veneno' <pequeno> (origem externa) | biną̀gre’éne "vinagre" <pequeno> (origem externa) | - | c'óne "fígado" | cì'íne "nó" | cìli’íne "pimentão" <pequeno> (origem externa) | - | cìliłə̀’ə́ne "sopa de pimenta" | cìlithə̀o'óne "pimenta em pó" | gosulínene "gasolina" <pequena> (origem externa) | - | hólene "doença" | ȉa'áne "milho" | į̀ękǫ́ne "granizo" | - | kopháne "café" <pequeno> (origem externa) | kùku'úne "cacau" <pequeno> (origem externa) | lecùgo’óne "alface" <pequena> (origem externa) | - | łáne "tabaco" | łíne "grama" | łitǫ́ne "trigo" | - | łò’óne "madeira" | łùléne "chuva" | mùoli'íne "retorno" | - | ną̀méne "solo" | obènu'úne "aveia" <pequena> (origem externa) | p'ȍcíane "gelo" | - | p'ȍxúone "vapor" | pó água | páne "roupas" | - | phà'áne "fogo" | "assar" um "fermento em pó" <pequena> (externa) | sùdo’óne "bicarbonato de sódio" (origem externa) | - | téne "chá" <pequeno> (origem externa) |
Trager trata as classes III e IV como subclasses de uma classe única maior.
O sistema de classes de substantivo também se aplica a alguns outros tipos de palavras além de substantivos. Demonstrativos e alguns numerais também são flexionados para números com diferentes sufixos que concordam com o substantivo que eles modificam.

##### Conexão com -e-
Quando algumas raízes são seguidas pelos sufixos numéricos, elas o são por uma vogal -e de conexão. Por exemplo, a palavra "flor" consiste de um radical "pob -" e nas formas flexionadas aparece a vogal interveniente: ""pȍb ‑ é-nemą"" flor ". Outros exemplos incluem “ȍd ‑ é ‑ nemą”, “queixo, mandíbula”, “kwían ‑ e ‑ na”, “cadela”, “łȉw ‑ e ‑ na”, “mulher”. No entanto, nem todas as ocorrências de vogais e ocorrendo diretamente antes dos sufixos numéricos são esta vogal interveniente, pois também existem alguns raízes que terminam em uma vogal e, tal como ' c'ȕné ‑ na que tem a base "c'ùne‑".

##### Reduplicação
Vários substantivos têm material da raiz reduplicada aparecendo entre a base e o sufixo do número. Por exemplo,  kò'ó  'lavar' 'consiste no radical' 'ko‑' 'e no sufixo do número duoplural' '-ne' '. Entre a base e o sufixo, há o duplifixo ’'-' '. Esta duplicação consiste na consoante mais uma cópia da vogal final do radical ko‑. O duplifixo pode ser simbolizado como  -‐ V‑  onde  V  representa a reduplicação de qualquer vogal que ocorra no final do radical substantivo anterior.
Assim, "lavar" é "ko-'V-ne", que após a cópia é "ko ‑ ne-ne". Outros exemplos incluem
| cì‑’í‑ne    | "nó"    |
| cìwyu‑’ú‑na | "ave"   |
| ȉa‑’á‑ne    | "milho" |
A reduplicação ocorre em todas as quatro classes de substantivos antes dos sufixos de todos os números, exceto o inverso  -ną  (tanto na classe I do duoplural quanto na classe II do singular). Os exemplos a seguir mostram os padrões de reduplicação e sufixos de números encontrados por Trager.
| Singular      | Singular         | Duoplural     | Duoplural        | Classe     | Significado |
| ------------- | ---------------- | ------------- | ---------------- | ---------- | ----------- |
| c’ìliyo‑’ó‑na | reduplicação     | c’íliyo‑ną    | sem reduplicação | Classe I   | "bat"       |
| ȕ‑’ú‑na       | reduplicação     | ȕ‑’ú‑nemą     | reduplicação     | Classe I   | "son"       |
| yúwola‑ną     | sem reduplicação | yùwola‑’á‑ne  | reduplicação     | Classe II  | "skirt"     |
| yò‑’ó‑nemą    | reduplicação     | yò‑’ó‑ne      | reduplicação     | Classe II  | "song"      |
| kwę̀xòci‑’í‑na | reduplicação     | kwę̀xòci‑’í‑ne | reduplicação     | Classe III | "bracelet"  |
| mę̀sotu‑’ú‑na  | reduplicação     | mę́sotu‑ne     | sem reduplicação | Classe III | "church"    |

#### Vocativos
Substantivos derivados dos substantivos na classe I podem ser autônomos como palavras livres quando são usados para se referir a pessoas como nome próprios.

### Verbos

#### Inflexão pronominal
|          |          | Objetos  | Objetos  | Objetos  | Objetos  | Objetos | Objetos | Objetos  | Objetos  | Objetos  |
|          |          | Primeiro | Primeiro | Primeiro | Segundo  | Segundo | Segundo | Terceiro | Terceiro | Terceiro |
|          |          | Singular | Dual     | Plural   | Singular | Dual    | Plural  | Singular | Plural   | Inverso  |
| -------- | -------- | -------- | -------- | -------- | -------- | ------- | ------- | -------- | -------- | -------- |
| Primeiro | Singular |          |          |          | ą-       | mąpę-n- | mąpi-   | ti-      | o-       | pi-      |
| Primeiro | Dual     | ą-n-     | ką-n-    | ąpę-n-   | ą-       | mąpę-n- | mąpi-   |          |          |          |
| Primeiro | Plural   | i-       | kiw-     | ipi-     | ą-       | mąpę-n- | mąpi-   |          |          |          |
| Segundo  | Singular | may-     | may-     | may-     |          |         |         | o-       | ku-      | i-       |
| Segundo  | Dual     | may-     | may-     | may-     | mą-n-    | mą-n-   | mąpę-n- |          |          |          |
| Segundo  | Plural   | may-     | may-     | may-     | mą-      | mąw-    | mąpi-   |          |          |          |
| Terceiro | Singular | o-       | ą-n-     | i-       | ą-       | mą-n-   | mą-     | –        | u-       | i-       |
| Terceiro | Dual     | o-       | ą-n-     | i-       | ą-       | mą-n-   | mą-     | ą-n-     | ą-n-     | ąpę-n-   |
| Terceiro | Plural   | o-       | ą-n-     | i-       | ą-       | mą-n-   | mą-     | i-       | iw-      | ipi-     |
1. ↑  «UNESCO Atlas of the World's Languages in danger». www.unesco.org (em inglês). Consultado em 23 de maio de 2018
2. ↑  G. Trager's primary consultants in 1935 and 1937 were young men of about 30 years of age.
3. ↑  For example, the Taos degree of Indian "blood" averaged around 95% in 1972. In 1970 only one Spanish-American female and 23 non-Taos Indians were living in Taos Pueblo. See Bodine (1979) and Eggan (1979).
4. ↑  Sources on mutual intelligibility report conflicting information. Mithun (1999): "they [Taos and Picuris] are close but generally considered mutually unintelligible". But, G. Trager (1969): "The facts that there are considerable phonological differences between the two languages [Taos and Picuris], but that the grammatical systems are very much alike and that mutual intelligibility still persists...". G. Trager (1946): "The two Tiwa groups [Northern Tiwa and Southern Tiwa] are fairly homogeneous: Sandía and Isleta [of the Southern Tiwa group] differ very little and are mutually completely intelligible; Taos and Picurís [of the Northern Tiwa group] diverge more from each other. Further, the group as a whole is very similar: Taos and Picurís are each intelligible to the other three, and Sandía and Isleta are understood in the north, though with difficulty". G. Trager (1943): "Taos and Picurís are much alike, and mutually understandable. Sandía and Isleta are almost identical. A speaker of the southern languages can manage to understand the northern two, but the reverse is not true." F. Trager (1971): "[Picuris] is most closely related to Taos; these two languages are in part mutually intelligible." Harrington (1910) observed that an Isleta person (Southern Tiwa) communicated in "Mexican jargon" with Taos speakers as Taos and Southern Tiwa were not mutually intelligible.
5. ↑  Jim O'Donnell (23 de julho de 2012). «Taos Pueblo works to keep Tiwa from 'going to sleep'». The Taos News. Consultado em 27 de setembro de 2012
6. ↑  This list of consonants rests on Trager (1948). A different analysis is in Trager (1946) (and earlier publications). Both can be compared in Taos phonology.
7. ↑  In Kiowa and Jemez linguistic studies these suffixes are known as "inverse number" suffixes. In this type of analysis nouns belong to grammatical classes which have a default grammatical number specification. The inverse suffixes change (or toggle) to a non‑default number.